# Miklós Asztalos
Miklós Asztalos (n. 28 iulie 1899, Budapesta, Austro-Ungaria – d. 23 februarie 1986, Körösladány, Districtul Szeghalom, Békés, Ungaria) a fost un scriitor, eseist și istoric maghiar.

## Legături externe
- „Lexiconul biografic maghiar”

1. ↑  Czech National Authority Database, accesat în 1 martie 2022